# Benkő feleséget keres
A Benkő feleséget keres egy valóságshow, amelyet hétfőn, a Barátok közt után vetített az RTL. A műsor 8 részes, és összességében elég nézett volt. A műsort 2009 nyarán forgatták le, és ősztől került adásba. Az utolsó adást 1,41 millió néző követte.

## Történet
Benkő Dániel, a híres lant- és gitárművész feleséget keres, 16 kiválasztottból. A műsorban hétről hétre ejtette ki Dániel a számára nem szimpatikus hölgyeket. A fináléban Horváth Edit és  Kovács Andrea vett részt. Az oltárnál végül kiderült, hogy Andrea lesz Benkő Dániel felesége.

## Feleségjelöltek[2]
- Szendrődy Szonja - 40 éves
lakberendező, feng shui tanácsadó, emellett pedig könyvet ír. 

- Forró Viktória - 29 éves
titkárnő, szabadidejében tolmácskodik. Az eredeti szakmája fodrász, ezzel is foglalkozott. 

- Hajdú Piroska - 46 éves
speditőr egy Kft-nél 1 éve, előtte szállítmányi vezetőként dolgozott. Pályája elején külkereskedelemmel foglalkozott. 

- Holló Barbara - 25 éves
éppen állást keres. 

- Kontra Katalin - 20 éves
smink-, és maszkmester, fodrász tanuló. 

- Luczi Judit - 40 éves
egyesített kézbesítő – postás, előtte volt dajka, konyhás, koordinátor. 

- Mák Anikó - 44 éves
lábápoló, masszőr. 

- Szentgyörgyi Csilla - 46 éves
vállalkozó, pizzaszelet bárja van Hatvanban. Előtte ajándékboltjai, és egy 100 Ft-os boltja volt. 

- Farkas Kati - 35 éves
üzletkötő, színésznő 

- Gajda Yvette - 34 éves 
modellkedett, korábban eladó volt, és persze főállású anyuka. 

- Herbert Erika - 28 éves
stewardess 

- Horváth Edit - 46 éves
fodrász 

- Kovács Andrea - 33 éves
német-magyar fordító, ő lett Benkő felesége. 

- Pavlik Tünde - 21 éves
pultos, táncosnő. 

- Rusz Éva - 43 éves
ruházati boltban üzletvezető. 

- Szigeti Andrea - 27 éves
vállalkozó, jelenleg pultos. Volt virágüzlete, de dolgozott diszpécserként, pultosként, fehérnemű üzletben, cukrászdában is.